# Cemiterio dos Ingleses

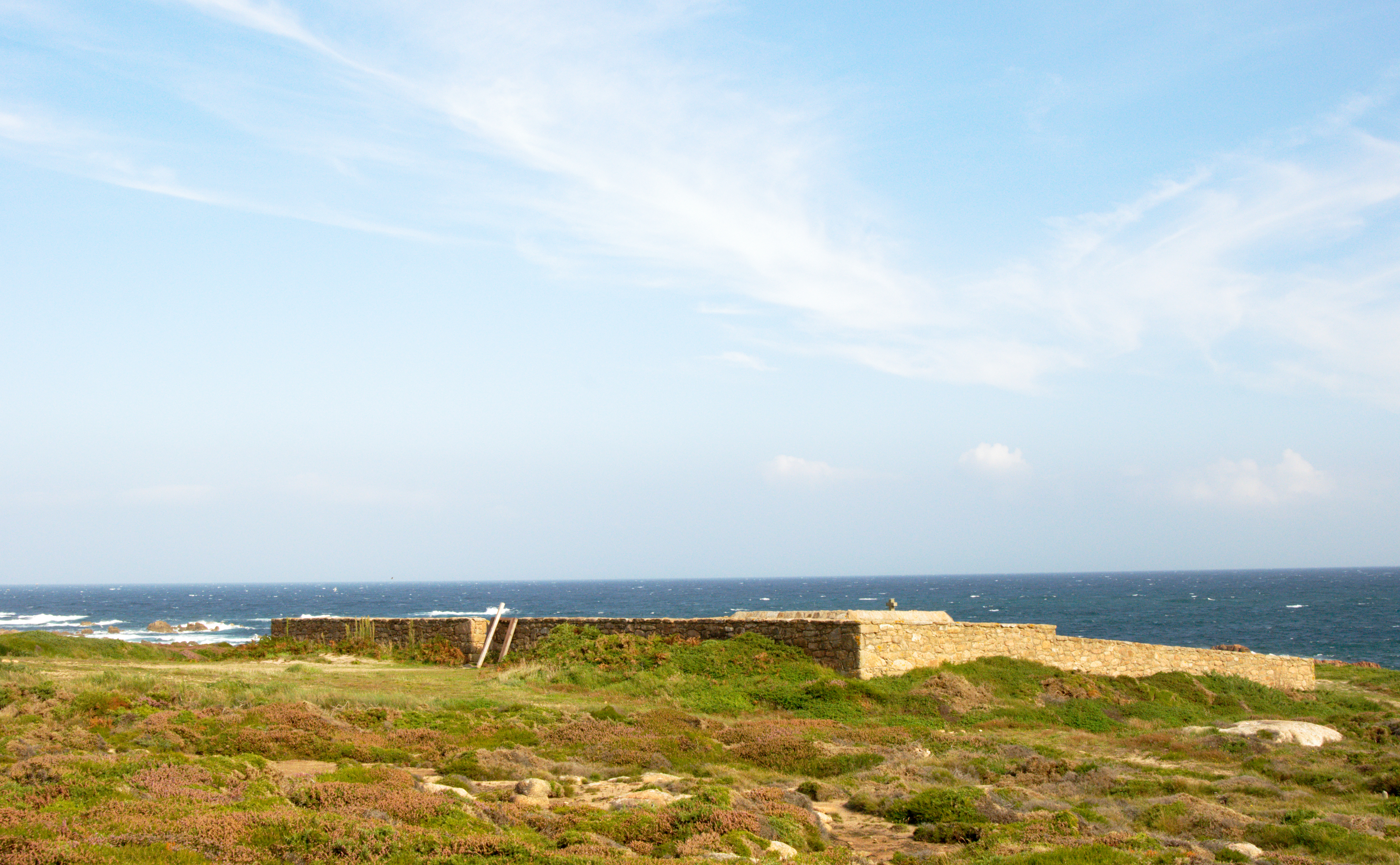
Cemiterio dos Ingleses

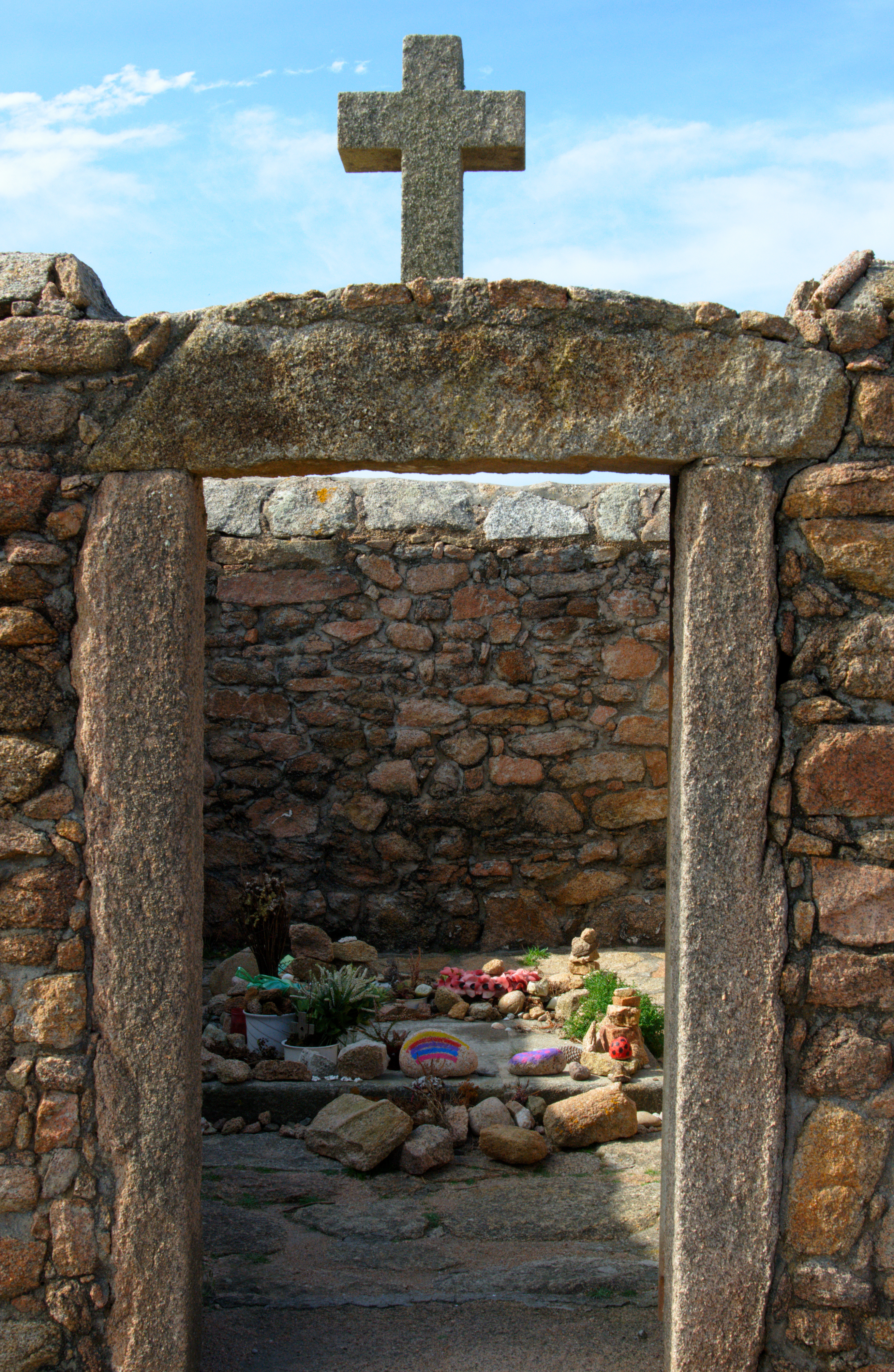
Inneres der Anlage

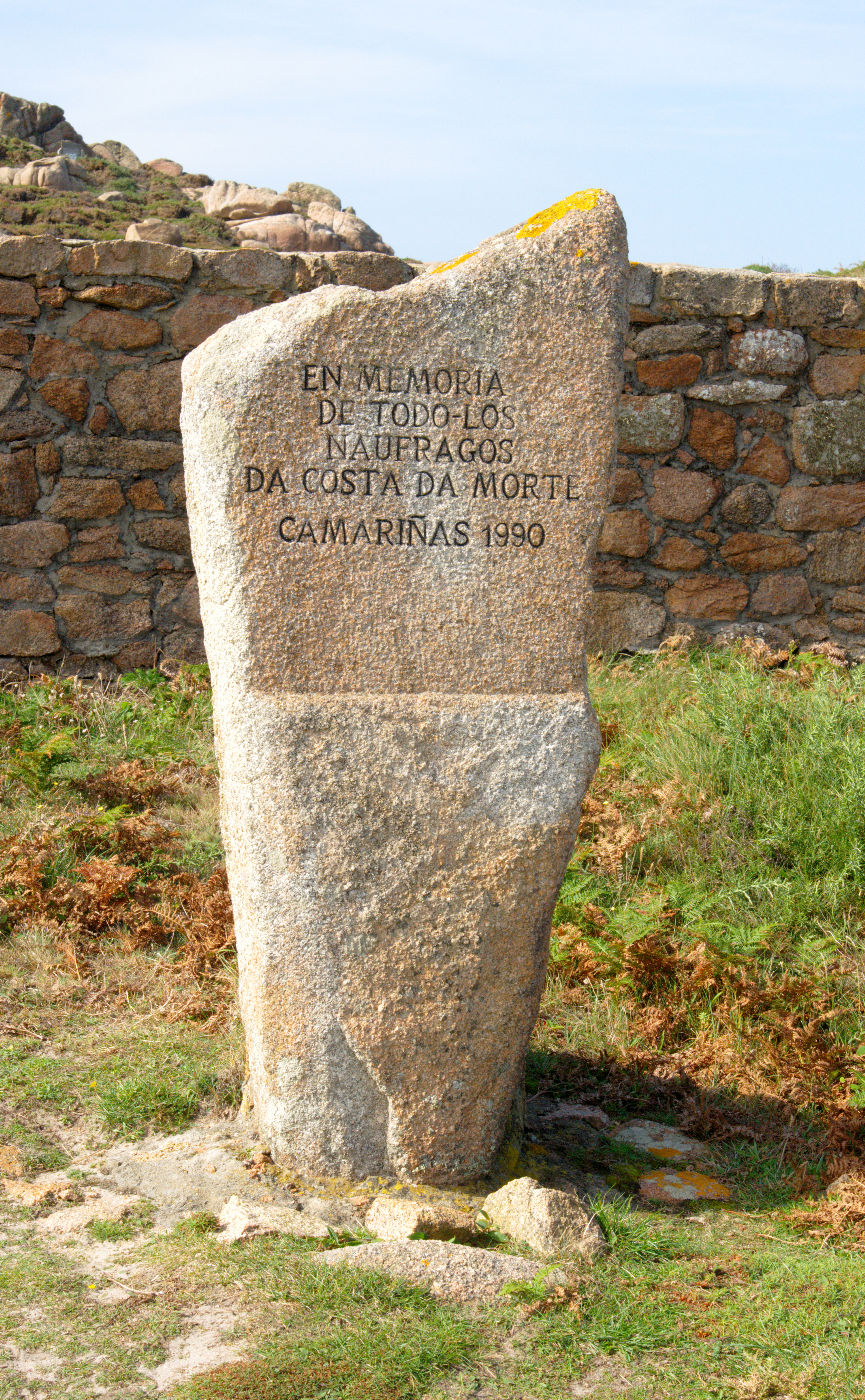
Denkmal für die Schiffbrüchigen

Der Cemiterio dos Ingleses (galicisch) bzw. Cementerio de los Ingleses (spanisch) ist ein Friedhof und ein Ehrenmal für Opfer von Schiffskatastrophen an der Costa da Morte im Nordwesten Galiciens. Die Gedenkstätte liegt auf dem Gebiet der Gemeinde Camariñas, in der Bucht östlich der Landspitze Punta do Boi, an der 1890 das englische Kriegsschiff HMS Serpent scheiterte. 

## Die HMSSerpent
Am 8. November 1890 lief die Serpent aus dem Hafen von Plymouth aus, mit dem Ziel Sierra Leone. Sie trieb bei schwerem Wetter Richtung Land, und das schwache Licht des Leuchtturms vom Cabo Vilán leitete die Besatzung in die Irre. Gegen 23:00 Uhr am 10. November lief die Serpent an der Punta do Boi auf die Klippen. Die Unglücksstelle heißt heute Baixo do Serpent. Der Kapitän befahl, mit der dafür vorgesehenen Kanone Taue abzuschießen, aber diese prallten an den Felsen ab. Die Besatzung ging in die Boote, doch die Brandung zertrümmerte die Boote auf den Klippen. Drei Matrosen wurden Richtung Osten an den Sandstrand von Trece getrieben. Sie waren die einzigen Überlebenden der Katastrophe.
Die 172 Toten trieben in den nächsten Tagen ans Ufer. Der Pfarrer des nahe gelegenen Ortes Xaviña mobilisierte die Einwohner, eine Grabstätte zu errichten. Im Inneren der Anlage fand die Schiffsführung ihre Totenruhe, in der umgebenden Einfriedung die Besatzung.
Die englische Admiralität beschenkte die Einwohner von Camariñas zum Dank mit einem Barometer; der Pfarrer von Xaviña erhielt eine Schrotflinte und der Bürgermeister eine Uhr. In den ersten Jahren nach der Katastrophe fuhr alljährlich ein englisches Kriegsschiff in die Nähe der Unglücksstelle, um dort einen Blumenkranz ins Meer zu werfen. Jedes englische Kriegsschiff, das in die Nähe der Unglücksstelle kam, schoss Salut zu Ehren der Verunglückten.

## Weitere Schiffsunglücke
Die Serpent eingerechnet, gab es in der Umgebung acht Schiffsunglücke mit insgesamt 245 Toten. Ein Gedenkstein in der Anlage erinnert an alle Schiffbrüchigen der Costa da Morte.